# Международно летище Килиманджаро
Международно летище Килиманджаро (IATA: JRO, ICAO: HTKJ) се намира в окръг Хай, регион Маняра, Танзания. Летището обслужва градовете Аруша и Моши с реигонални полети и полети на дълги растояния. То е най-голямото летище в Северна Танзания по размер и обем на превозените пътници. През 2023 година е обслужило 964 341 пътници, 34% от които по международни линии. Намира се на 50 километра от Аруша. Освен него съществува и по-малко, градско летище в Аруша, което обслужва само вътрешни линии и полети до природни паркове.

## Снимки
- Контролна кула
- Изходи към самолетите
- Изход към паркинга
- Сградата на терминала